# ساحة المعركة (فلم)
ساحة المعركة (بالإنجليزية: Battleground) هو فيلم حرب تم إنتاجه في الولايات المتحدة وصدر في سنة 1949.

## ترشيحات وجوائز
| السنة | الحدث  | الفئة              | النتيجة  |
| ----- | ------ | ------------------ | -------- |
|       | أوسكار | أفضل تصوير سينمائي | فـــــوز |

## الميزانية والإيرادات
بلغت تكلفة إنتاج الفيلم حوالي 1.6 مليون دولار بينما حقق أرباحا تقدر بـ 4.7 مليون دولار (North American rentals).

## وصلات خارجية
- ساحة المعركة على موقع IMDb (الإنجليزية)
- ساحة المعركة على موقع الموسوعة البريطانية (الإنجليزية)
- ساحة المعركة على موقع روتن توميتوز (الإنجليزية)
- ساحة المعركة على موقع نتفليكس (الإنجليزية)
- ساحة المعركة على موقع قاعدة بيانات الأفلام العربية
- ساحة المعركة على موقع ألو سيني (الفرنسية)
- ساحة المعركة على موقع Turner Classic Movies (الإنجليزية)
- ساحة المعركة على موقع أول موفي (الإنجليزية)
- ساحة المعركة على موقع فيلمافينيتي (الإسبانية)
- ساحة المعركة على موقع قاعدة بيانات الأفلام السويدية (السويدية)

1. 1 2  وصلة مرجع: https://www.oscars.org/oscars/ceremonies/1950.
2. ↑  وصلة مرجع: http://www.imdb.com/title/tt0041163/. الوصول: 15 أبريل 2016.
3. 1 2 3 4  وصلة مرجع: http://www.allocine.fr/film/fichefilm_gen_cfilm=42738.html. الوصول: 15 أبريل 2016.
4. 1 2  وصلة مرجع: http://www.filmaffinity.com/en/film282865.html. الوصول: 15 أبريل 2016.